# William Rutherford
William Rutherford (Inglaterra, 1798 – 16 de setembro de 1871) foi um matemático inglês, conhecido por seu cálculo da constante matemática π com 208 dígitos decimais em 1841.
Somente os primeiros 152 dígitos calculados foram mais tarde identificados como corretos; mas este número de dígitos foi suficiente para quebrar o recorde na época, pertencente ao matemático esloveno Jurij Vega desde 1789 (os primeiros 126 dígitos corretos). Para o recorde atual ver a cronologia do cálculo de pi. Rutherford usou a fórmula
{\displaystyle {\pi  \over 4}=4\arctan \left({1 \over 5}\right)-\arctan \left({1 \over 70}\right)+\arctan \left({1 \over 99}\right).}

## Vida
Rutherford nasceu ca. 1798. Foi um mestre na escola de Woodburn de 1822 a 1825, quando foi para Hawick, Roxburghshire, e foi mais tarde (1832–1837) um mestre na Corporation Academy, Berwick-upon-Tweed.
Em 1838 Rutherford obteve um posto matemático na Royal Military Academy, Woolwich. Foi membro do conselho da Royal Astronomical Society de 1844 a 1847, sendo secretário honorário em 1845 e 1846. Foi um amigo de Wesley Stoker Barker Woolhouse.
Rutherford aposentou em seu posto em Woolwich ca. 1864, e morreu em 16 de setembro de 1871 em sua residência, Tweed Cottage, Maryon Road, Charlton, Londres, aos 73 anos de idade.

## Obras
Rutherford foi editor, com Stephen Fenwick e (para o primeiro volume apenas) com Thomas Stephens Davies, do The Mathematician, vol. i. 1845, vol. ii. 1847, vol. iii. 1850, para o qual contribuiu com diversos artigos. Enviou problemas, soluções e artigos para o The Ladies' Diary de 1822 a 1869, e também contribuiu para o Gentlemen's Diary.
Rutherford editou:
- Simson's Euclid (1841, 1847);
- Charles Hutton's Course of Mathematics, for Woolwich, 1841, 1846, 1854, 1860;
- John Bonnycastle's Algebra, com William Galbraith, 1848;
- Thomas Carpenter's Arithmetic, 1852, 1859;
- Edwin Colman Tyson's Key to Bonnycastle's Arithmetic, 1860;

Também publicou:
- Computation of π to 208 Decimal Places (correct to 153), Philosophical Transactions of the Royal Society, 1841.
- Demonstration of Pascal's Theorem, Philosophical Magazine, 1843.
- Theorems in Co-ordinate Geometry, Philosophical Magazine, 1843.
- Elementary Propositions in the Geometry of Co-ordinates  (com Stephen Fenwick), 1843.
- Earthwork Tables  (com Charles K. Sibley), 1847.
- Complete Solution of Numerical Equations , 1849.
- Arithmetic, Algebra, and Differential and Integral Calculus in  Course of Mathematics for R.M.A. Woolwich , 1850.
- The Extension of π to 440 Places (Royal Society Proceedings, 1853, p. 274).
- On Statical Friction and Revetments , 1859.